# Mark of the Ninja
Mark of the Ninja é um jogo eletrônico de ação stealth desenvolvido pela Klei Entertainment e publicado pela Microsoft Studios. Foi anunciado em 28 de fevereiro de 2012 e mais tarde lançado para o Xbox 360 via Xbox Live Arcade em 7 de setembro de 2012. A versão para Microsoft Windows foi lançada em 16 de outubro de 2012, mais tarde lançado para Linux e OS X em 11 de setembro de 2013. Ele segue a história de um ninja anônimo nos dias de hoje, e dispõe de um conflito entre a antiga temática tradição ninja e tecnologia moderna. As cutscenes trabalham ao estilo de desenhos animados.
O jogo recebeu elogios da crítica. Sua pontuação global para o jogo é cravada na faixa de 90% em sites como GameRankings e Metacritic, e recebeu quatro pontuações perfeitas de meios de comunicação. Críticos elogiaram o visual, a atmosfera do áudio do jogo, a jogabilidade vigorosa e a nova visão sobre o gênero stealth no mundo dos jogos eletrônico, críticas menores citam o esquema de controle e quebra-cabeças difíceis.  

## Jogabilidade
Mark of the Ninja consiste em um stealth 2D em plataforma. O personagem tem a necessidade de esgueirar-se através de uma série de ambientes, enquanto permanece fora da vista dos guardas e realiza assassinatos silenciosos. Os níveis são divididos em áreas de luz e escuridão; o personagem do jogador é visível para os inimigos na luz e invisível na escuridão, apesar de que, dentro de uma distância do olhar de um inimigo, o jogador ainda possa ser visto, independentemente da iluminação. Sons de passos ao correr também denunciam a localização do jogador e são visualmente representado por um círculo em rápida expansão. Incomum para um jogo de plataformas, Mark of the Ninja emprega uma linha de vista mecânica, o que significa que os inimigos que seriam invisíveis para o personagem também são invisíveis para o jogador, embora seus sons são representados na tela da mesma forma como o personagem do jogador faz.
Ao abordar inimigos sem ser detectado, o personagem do jogador é capaz de executar um one-hit kill (matar com um único golpe). Para facilitar isso, o jogador pode desabilitar as fontes de luz, esconder-se atrás de objetos e passar por grades estreitas e eixos inacessíveis aos inimigos. Se detectado, ele deve fugir de seus inimigos e permanecer fora da vista por um determinado período de tempo, após o qual os inimigos voltarão para suas rotas de patrulha originais e aplicar um "hitkill" vai ser mais uma vez possível. Embora a luta corpo-a-corpo é possível, executando um inimigo rapidamente, se não o fizer corre o risco de ser morto ou incapacitado, por sua vez, bem como também irá alertar os inimigos próximos com uma briga barulhenta. Os inimigos respondem ao seu ambiente e uns aos outros; eles vão soar um alarme se detectar de forma inequívoca o personagem do jogador ou encontrar um corpo, que irá alertar todos os inimigos na área e impedi-los de voltar para suas rotas de patrulha anteriores. Se ouvir um som ou obter um vislumbre do personagem do jogador que se tornam suspeitas, exibindo um ponto de interrogação sobre sua cabeça (também conhecido como "desconfiômetro") e irão procurar o personagem do jogador até que estejam convencidos de que ele não está realmente presente. Eles também estão sujeitos a táticas de terror, e o jogador pode aprender a matar inimigos e exibi-los de forma aterrorizante para outros inimigos, como, por exemplo, exibir o corpo de um inimigo estrangulada que está pendurado em um fio ou jogando um corpo morto em um inimigo vivo desavisado, levando-os a apresentar uma exclamação interrogação sobre sua cabeça, gritar, tropeçar, e atirar descontroladamente contra qualquer coisa que assuste-o ou assusta-los.
O jogador recebe pontos ao executar uma variedade de táticas, como aplicar mortes silenciosas, passar por inimigos sem ser detectado, evitar com sucesso a descoberta dos corpos, aterrorizar os adversários para levá-los a ficar em desordem, e atingir metas opcionais, tais como recuperação de artefatos e uma série de haiku que contam a história do clã ninja. Esta pontuação é reduzida quando um alerta é emitido por guardas inimigos. Dependendo do desempenho do jogador nos níveis, ele obtém honra e selos completos que são usados para comprar ou atualizar as habilidades e armas, e também desbloquear roupas alternativas. Jogadores recebem honra, alcançando uma pontuação específica em cada fase, recolher os pergaminhos secretos, e completando os objetivos especiais presentes em cada etapa. Alguns dos pergaminhos são obtidos através de desafios secretos, onde o jogador é transportado para uma sala para resolver um puzzle.
Antes de cada missão o jogador é levado para uma tela de atualização, onde eles podem gastar sua honra em três seções: Técnicas (upgrades e habilidades passivas, tais como novas execuções one-hit), itens de distração (como bombas de fumaça e foguetes) e itens de ataque (tais como estrepes e dardos envenenados). A próxima tela permite que o jogador escolha qualquer trajes desbloqueados e equipar itens. Cada traje (exceto o inicial) dá bônus especiais, mas também um efeito colateral, a fim de equilibrar o seu poder, e deve ser desbloqueado através do preenchimento de uma série de selos sob a forma de metas opcionais relacionadas com a especialidade do traje (por exemplo, opcionalmente aterrorizando os inimigos de maneiras específicas para desbloquear um traje que melhora a capacidade de aterrorizar). Completando o jogo uma vez destrava um modo Novo Jogo +, onde os inimigos se comportam de forma mais inteligente e pode matar o jogador com apenas uma única bala ou hit de mão-a-mão, a linha de visão do jogador é limitada a um cone voltado em qualquer direção que o jogador está enfrentando (impedindo os jogadores de ver o que está por trás, acima ou abaixo deles, a menos que eles se volte para olhar), o jogador é incapaz de ver a linha de vista do inimigo e deve intuir-lo da direção do rosto de um inimigo, e o jogador já não pode detectar o raio em que suas ações serão ouvidos pelos inimigos.

## Enredo
A história do jogo começa com um ataque por uma força fortemente armados no dojo do clã ninja Hisomu. O protagonista ninja sem nome, descansa depois de receber uma extensa tatuagem irezumi, e é despertada por um ninja mulher chamada Ora. Coletando o seu equipamento, o protagonista é capaz de derrotar os invasores e salvar o seu sensei, Azai, bem como vários outros membros do clã. Antes de ser resgatado pelo protagonista, Azai estava sendo responsabilizado pelos atacantes, que disse "você escolheu as pessoas erradas para roubar". No entanto, Azai simplesmente alegou que o clã foi escondida do mundo moderno por séculos, até agora, quando "seus inimigos finalmente encontrei-los". Azai diz a ele sobre o poder de sua tatuagem e a lenda em torno dela, explicando que a tinta vem de uma flor do deserto especial e os seus sentidos e reflexos subvenções aguçam muto quando absorvida lentamente ao corpo, mas acabará por causar que a tatuagem a ele o deixará louco. No passado distante, o primeiro ninja Hisomu a receber a "Marca" tornou-se incrivelmente perigoso, mas cada vez mais enlouquecido, levando a um longo reinado de terror que só terminou com sua morte. Portanto, para receber a Marca, um ninja jura cometer seppuku uma vez a loucura começa a tomar posse da sua mente. 
Após o protagonista recebe sua segunda tatuagem, ele e Ora estão encarregado de vingar-se dos EMPs responsáveis pelo ataque ao dojo: uma corporação chamada Hessian, administrado por um cruel plutocrata nomeado conde Karajan do Leste Europeu. Enquanto isso, o artista horishi Dosan expressa sua preocupação com a qualidade da tinta da tatuagem e promete saber o porquê de Azai não ter adquirido um novo suprimento. O protagonista invade então a sede do Leste Asiático de Hesse, onde conta com regionais e assassinatos de Corporal Kelly, o funcionário de Hesse que lidera o ataque ao dojo, e, usando uma unidade de monitoramento GPS roubada, persegue Karajan para o seu castelo na Europa Oriental e o mata. Ao voltar para casa, o protagonista e Ora veem que seu clã roubou uma grande quantidade de equipamentos de alta tecnologia militar a partir de Hesse, deixando-os notando que o plano de Azai sempre foi roubar Karajan e substituir o antigo Caminho Hisomu por uma uma abordagem moderna e tecnológica para espionagem. Em vez de cometer seppuku, o protagonista foge com Ora para encontrar Dosan, que tinha deixado uma mensagem indicando que ele tinha ido pessoalmente em busca da misteriosa flor do deserto.
Depois de sua fuga, o protagonista e Ora descobrem que Dosan foi capturado por bandidos, e que estão mantendo-o como refém em uma cidade devastada pela guerra do Oriente Médio e exigindo que dê a eles o suprimento restante da tinta sumi, a Marca. Ao ser libertado, Dosan explica que as flores produzidas cujo deixa o sumi  morreram, e parecem ter sido mortos pelo menos desde o último fornecimento fresco da tinta, que foi feita pelo clã Hisomu. Como revelado pelo pergaminhos escondidos recontando a história do clã, o próprio Azai não tinha conseguido defender as flores quando a região fora devastada e tomada por bandidos cruéis. Assim desonrado, mas por uma questão de sobrevivência do clã, Azai escondeu seu fracasso e tinha planeado o assalto de Hesse, a fim de suprir a Hisomu com equipamentos de ponta, agora que a única fonte de sua força havia sido extinta. Finalmente, ele ordenou que o último frasco da tinta sumi fosse usado para marcar um ninja final, cuja força permitiria salvar o próprio clã da extinção nas mãos de Hesse. Dosan usa os restos do sumi para dar o protagonista sua tatuagem final, pouco antes de alguns dos stalkers ninja de alta tecnologia de Azai emboscá-los e atirar Dosan à morte e a tentativa do protagonista de escapar.
Tendo deixado para trás seu equipamento durante a sua fuga apressada, o protagonista, agora, obviamente, alucinante, usa os reflexos quase sobre-humana oferecidas a ele pela Marca final para escapar da morte nas mãos de ambos, os bandidos e os stalkers Hisomu, e viaja de volta para o Japão com Ora, que o recomenda matar Azai pela desonra de não conseguir manter a forma tradicional Hisomu. O protagonista usa suas habilidades quase sobrenaturais para se infiltrar, usando novas defesas sofisticadas de Hisomu-jo, e confronta Azai em seu jardim. Quando Ora chega e ordena o protagonista matar Azai, Azai afirma ser incapaz de ver Ora, e, o que sugere que ela é um sintoma de loucura insidiosa do protagonista, insiste que ele deve manter sua honra e se matar antes que ele fuja muito além da razão. De repente, incerto, o protagonista é tranquilizado por Ora e diz que Azai está mentindo para enganá-lo, e ela pede-lhe para assassinar Azai e purgar o clã Hisomu desonroso que o seguiam. Após recuperar a espada ritual, o protagonista experimenta um breve estado de fuga psicótica, na qual ele simbolicamente revive os acontecimentos de sua vida subsequentes para assumir a Marca. Ele se encontra em um pátio em frente tanto Ora e Azai, que se ajoelha e coloca sua própria espada embainhada no chão, aguardando a escolha do protagonista.
Se o jogador escolhe para matar Azai outro episódio psicótico segue, em que o protagonista assassina seu sensei e torna-se o maníaco Hisomu, tirano da lenda, derretendo silenciosamente na escuridão com um belo remate cruzado da espada. Se o jogador escolhe matar Ora, o protagonista estripa-se com a espada ritual e Ora se dissolve no nada ao meio do escuro, logo o ninja Marcado esbraveja o seu último suspiro e morre no pátio.

## Desenvolvimento
O designer-chefe, Nels Anderson, afirmou que sua principal inspiração no desenvolvimento de Mark of the Ninja foi a falta de ninjas furtivos em jogos como Ninja Gaiden, que ele sentiu que deve ser a norma, e o fundado da Klei Entertainment, Jamie Cheng, disse que era importante para os desenvolvedores fazer táticas não letais gratificantes para o jogador; "Levou um monte de séries de experimentações para permitir aos jogadores  sentir-sem como um badass ninja  e, ao mesmo tempo sentir o risco de ser exposto.” Considerando que a Klei já havia lançado Shank e Shank 2 em múltiplas plataformas, a empresa revelou Mark of the Ninja como um exclusivo Xbox 360 ao lado da Microsoft Studios. Depois do anúncio da Klei em 28 de Fevereiro de 2012, que estava desenvolvendo Mark of the Ninja, o jogo contou com a Penny Arcade Expo Oriente, em Boston, Massachusetts em Abril de 2012.  Em contra partida, um mês após o lançamento em Xbox, o jogo foi anunciado para PC, e após um ano, lançado para Linux e OS X
A expansão de conteúdo descarregável chamada Special Edition foi lançada em 16 de agosto de 2013. A mesma adiciona um nível de prequel, dois itens, uma fantasia e uma faixa de comentário..

## Recepção
Após seu lançamento, Mark of the Ninja recebeu aclamação da crítica jornalistas de vídeo game, além do público. Pontuação global de 90 pra cima são relatados nos site Metacritic e GameRankings. O jogo recebeu uma pontuação perfeita de Brad Shoemaker de Giant Bomb,  Holly Green da Destructoid, Adam Rosenberg da G4TV's , e de Dustin Chadwell da Gaming Age. A pontuação mais baixa de 8 dos 10 vieram da Edge.  Ryan McCaffrey da IGN comentou que era "facilmente um concorrente para Xbox Live Arcade Game of the Year". Na antevisão do jogo, o editor sênior Ben Kuchera, da The Penny Arcade Report, chamou o jogo de "um jogo must-play que deve ganhar um chance até mesmo com aqueles céticos de jogos stealth".
Kyle Orland de Ars Technica observou que há diversas formas de alcançar uma pontuação no jogo deu um aspecto semelhante aos jogos de quebra-cabeça. Garrett Martin do Boston Herald deu notas altas para cenas do jogo e afirmou que eles eram "bons o suficiente para justificar um programa de TV na Cartoon Network."O revisor do GameTrailers comparou o jogo a uma combinação entre o jogo da Nintendo Ninja Gaiden ao jogo moderno de mundo aberto Batman: Arkham City. Ele também elogiou os controles e afirmou que o esquema "se dobra e cede para permitir que você faça exatamente o que você quer exatamente quando você quiser."
Charles Webb da MTV.com elogiou a capacidade do jogo ao se concentrar em stealth e ainda permanecer atraente para todos os jogadores. "[Klei tem] tomadas as principais pilares deste tipo de jogo e fez-lhes transparente, mantendo-os desafiador e divertido", afirmou Webb . Matt Miller, Editor Associado da Game Informer, elogiou as animações do jogo. Ele observou ainda que a interação de luz e sombra trouxe ainda mais o visual para a vida. A revista de reviews Edge concordou e observou que os visuais eram de uma qualidade de um "cartoon de manhã de sábado". Andrew Hayward, da Official Xbox Magazine, também deu notas altas para a atmosfera visual do jogo, e ainda elogiou a "riqueza de opções" para completar as missões.

As críticas do jogo incluem questões de controle de menores a momentos frustrantes do gameplay. Patricia Hernande da Kotaku senti que o jogo teve muitos enigmas que envolvem armadilhas a laser, e notou que os guardas em ocasiões raras "falha para fora e mover-se a apenas olhar para trás e para a frente, tornando impossível a discrição." Leif Johnson da GameSpot sentiu tão longe a mecânica de visão do jogo que, poderia, por vezes, impedir o ímpeto e ritmo durante o jogo. O esquema de controle dá a sentir mais adequado para distancioa discrição e menos para perto trimestres em agilidade de acordo com Dan Whitehead da Eurogamer. Ele citou um exemplo em que o jogador pode pressionar o botão "B" para pegar e esconder um corpo inimigo. Ao fazê-lo perto de um lugar onde o jogador pode esconder causado frustração, como os controles contextuais também usam o botão B para se esconder atrás da tampa. Daniel Bischoff da Game Revolution elogiou a mecânica stealth kill, mas estava desapontado que o personagem do jogador não poderia combater inimigos cara a cara.